# Козацький підводний човен
Козацький підводний човен — судно, що за твердженнями французьких, англійських та російських авторів використовувалося козаками часів Запорозької січі і спроможне деякий час перебувати під водою.
У науковій літературі інформація про такі човни подається як правдоподібний факт.  У радянські, а потім і в часи української незалежності тема набула поширення у популярній літературі.

## Походження
Історичним першоджерелом існування козацького підводного човну є повідомлення французького філософа XVI століття єзуїта Р. Фурньє (в інших джерелах Урньє), який, відвідавши Константинополь у 1595 році, написав:
|  | Тут мені розповідали зовсім незвичайні історії про напад північних слов'ян на турецькі міста й фортеці. Вони з'являлися несподівано, піднімалися просто з дна моря і наводили жах на варту і всіх берегових жителів. Мені й раніше оповідали, ніби слов'янські воїни перепливають море під водою, але я вважав це за вигадку. Тепер же я говорив з тими людьми, які були свідками підводних набігів слов'ян на турецькі береги |

Як видно з повідомлення, сам Фурньє не бачив використання козацьких човнів-«чайок» як підводних човнів, а лише передає те, що турки розповідали йому самому про напади козаків і плавання під водою.
У 1820 році в Парижі, а в 1827 році вже і в Росії вийшла книга французького капітана та винахідника підводних човнів Монжері (в деяких джерелах Менжері) «Про підводне мореплавання й війну», в якій, коментуючи статтю Фурньє, автор зазначав:
|  | «Запорозькі козаки користувалися весловими суднами, які мали здатність опускатися під воду, рухатися так протягом тривалого часу, а потім повертатися назад, піднявши вітрила» |

Монжері, як досвідчений мореплавець, робив спробу реконструкції такого козацького човна.

## Історіографія
Козацькі літописці такі як Самійло Величко, Самовидець, Григорій Граб'янка у своїх творах не згадують ніяких підводних човнів, вони взагалі не пишуть про морські походи. Так само немає жодних згадок про них в українських, польських, турецьких, російських, французьких, румунських історичних документах. Не згадують про підводні човни такі історики як Грушевський чи Драгоманов. Нічого не говориться про них і в українському фольклорі. Взагалі до другої половини XX століття ані в історичних документах, ані в працях місцевих істориків козацькі підводні човни не згадуються. Тобто в часи, коли підводних човнів або не існувало або ж вони були результатом використання найновіших технологій, гіпотеза про козацькі підводні човни не набула скільки-небудь значного поширення, а от у другій половині XX століття та пізніше, коли підводні човни стали звичними, інтерес та згадування гіпотези значно зросли.
Єдиним історичним першоджерелом гіпотези є повідомлення французького філософа XVI століття єзуїта Р. Фурньє (в інших джерелах Урньє), який відвідавши Стамбул у 1595 році, писав:
|  | Тут мені розповідали зовсім незвичайні історії про напад північних козаків на турецькі міста й фортеці. Вони з’являлися несподівано, піднімалися просто з дна моря і наводили жах на варту і всіх берегових жителів. Мені й раніше оповідали, ніби козаки перепливають море під водою, але я вважав це за вигадку. Тепер же я говорив з тими людьми, які були свідками підводних набігів козаків на турецькі береги |

Як видно з повідомлення сам Фурньє козацьких підводних човнів не бачив, а лише передає те, що ніби-то турки розповідали йому самому про напади козаків і плавання під водою. Прихильники ідеї козацьких підводних човнів, наприклад Мирослав Мамчак, вважають, що навряд чи турки виставили б себе перед чужинцем на посміховисько, в той час як критично налаштовані дослідники, наприклад Тушин Ю. П., навпаки сприймають це повідомлення як вигадки, якими турки пояснювали власні невдачі. На цьому єдиному історичному джерелі і ґрунтується гіпотеза і саме за це вона критикується опонентами, бо за словами того ж Тушина «вже один той факт, що усі автори протягом півтори сотні років повторюють фантастичну розповідь Фурньє і припущення Монжері, насторожує».

Сторінка з книжки Монжері, зверніть увагу на твердження про використання підводних човнів у Європі в ХІІІ столітті, та часті втечі.

У 1820 році в Парижі, а в 1827 році вже і в Росії вийшла книга французького капітана та винахідника підводних човнів Монжері (в деяких джерелах Менжері) «Про підводне мореплавання й війну» в якій коментуючи статтю Фурньє, автор зазначав: «Запорозькі козаки користувалися весловими суднами, які мали здатність опускатися під воду, рухатися так протягом тривалого часу, а потім повертатися назад, піднявши вітрила». Не маючи ніяких джерел окрім Фурньє Монжері однак робить сміливу реконструкцію козацького човна, чи точніше те, яким він його уявляє. На думку французького винахідника козаки обшивали свої човни ззовні шкірою, корпус їх накривали герметичною палубою, а над нею вертикально споруджували шахту, всередині якої знаходився козак, який вів спостереження за морем і водночас керував човном, шахта одночасно слугувала і для постачання свіжого повітря всередину човна; човни в підводному положенні рухалися за допомогою весел, при чому герметичність бортів у місцях встановлення весел забезпечували шкіряні манжети. Пізніше цей підводний човен Монжері описав Н. Адамович у своїй книжці «Подводные лодки их устройство и история» виданій в Санкт-Петербурзі в 1905 році. В 1957 році реконструкцію Монжері в переказі Адамовича згадує радянський дослідник підводного флоту Трусов Г. М. у книжці «Подводные лодки в русском и Советском флоте». Трусов хоч і вважає ймовірним існування козацьких підводних човнів, але чітко вказує на гіпотетичність опису Монжері і зазначає, що «на жаль, жодних інших документальних даних про ці човни поки не знайдено».
Слід зазначити, що всі численні свідчення як сучасних істориків так і популярних джерел про козацькі підводні човни або ж не подають першоджерел на яких ґрунтуються, або ж вони врешті-решт зводяться до Фурньє, Монжері, Адамовича і Трусова.

## Конструкція

Фантазія сучасного художника

Ніяких історичних свідчень щодо того як саме виглядав козацький підводний човен нема. Реконструкція Монжері не знайшла підтвердження конкретними матеріальними артефактами. Однак сама ідея козацького підводного човна спричинила появу цілого ряду поглядів щодо його гіпотетичної конструкції. Якщо одні дослідники дійсно вважають, що подібні човни існували і пробують уявити як вони виглядали, то інші розглядають це як теоретичну проблему створення підводного апарата з тими технічними можливостями, що їх мали козаки. Тут можна виділити 2 підходи: згідно з першим змальовуються гіпотетичні козацькі підводні човни, переважно повторюється припущення Монжері, згідно з іншим розглядається можливість використання козаками перевернутого човна чи навіть чайки за принципом дзвона.
Перший підхід часто критикують через те, що підводний човен, на відміну від тої ж чайки є дуже складним пристроєм і побудова його козаками за їхніх технологічних можливостей малоймовірна. Конструктор сучасних підводних човнів Юрій Крючков, наприклад, уважає «Це було неможливо зробити технологічно» [джерело?]. Відомий радянський дослідник підводного флоту І. Биховський
|  | Думається, що в даному випадку справа виглядала дещо простіше. Мабуть, запорозькі козаки перевертали свої човни і занурювали їх у воду, а дихали повітрям, яке залишалося під човном. Використовуючи такий спосіб пересування під водою (спосіб підводного дзвону), козаки могли непомітно підкрадатися до ворожого берега |

[джерело?]
Що стосується описів саме козацьких підводних човнів, що не спираються на Монжері, то найчастіше в Інтернеті можна натрапити на подібний уривок:
|  | Виготовлялися такі підводні човни із суцільних стовбурів. У них робилося подвійне дно зі стулками. Для баласту на дно насипали пісок. При потребі спідні стулки другого дна розгиналися і човен випливав на поверхню. Угорі також були задраєні стулки люка. Щоб усередину надходило повітря, видовбували отвір і в нього вставляли очеретяні трубки. |

Також трапляється в мережі й інформація такого типу:
|  | Воно мало два днища, між якими клався баласт для занурення у воду. А у висунуту над поверхнею моря трубу — прообраз майбутнього перископа — стерновий вів спостереження, пильнував, чи не з’явиться де турецька галера. Рухався човен за допомогою весел, умонтованих у його борти так уміло, що в нього не протікала вода. При наближенні до ворога баласт викидався, човен несподівано зринав, і козаки з’являлися на поверхні води. Потім серед турків ходили легенди про шайтанів у шароварах, які з’являлися з самісінького дна моря. |

## Відомості про інші підводні човни у світі в цей історичний період
Згідно зі звітом, приписуваним Тахбіру аль-Тайсіру в Opusculum Taisnieri, опублікованому в 1562 році: двоє греків занурювалися й спливали в річці Тежу поблизу міста Толедо кілька разів у присутності імператора Священної Римської імперії Карла V, не промокши та з полум’ям, яке вони тримали в руках, усе ще палаючим.
Першим достовірно відомим історії робочим підводним судном стала підводна галера голландського механіка та фізика Корнеліуса Дреббеля (1572—1633), побудована в 1620 році для короля Англії Якова І.